# Gianantonio Guardi

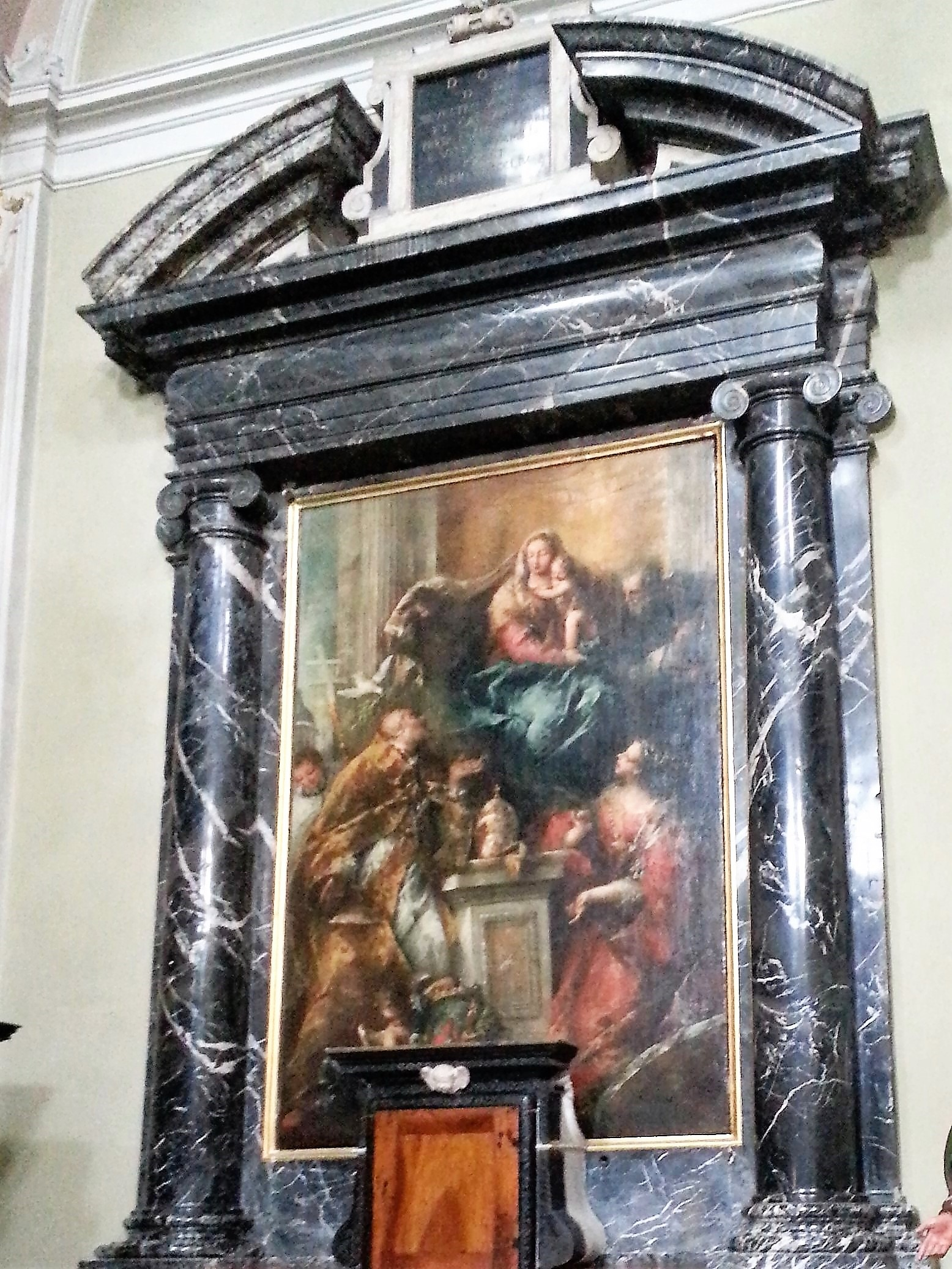
Pala Ferri della chiesa di San Vincenzo Martire, Cerete Basso

Gianantonio Guardi, o Giovanni Antonio, talora indicato solamente come Antonio (Vienna, 27 maggio 1699 – Venezia, 23 gennaio 1760), è stato un pittore italiano.

## Biografia
Educato alla pittura da suo padre Domenico Guardi, trentino d'origine e sposato con Maria Claudia Pichler, originaria di Egna ma trasferitosi a Vienna per lavoro, rimase di questo orfano a soli diciassette anni, ereditandone lo studio che condivise con i suoi due fratelli Francesco e Niccolò, dei quali fu anche maestro, e con i quali si specializzò nella realizzazione di opere a carattere sacro e di copie di celebri maestri della pittura. 
Alla morte del padre sicuramente la famiglia si trovò in gravi difficoltà economiche, risulta che il giovane fosse aiutato dal nobile Giovanni Benedetto Giovanelli, del 1720 risultano pagamenti proprio da questi per la commissione di copie di quadri, probabilmente il giovane venne occupato nel ruolo di pittore che il padre occupava in precedenza.
Nei beni testamentari elencati dal Giovanelli nel 1731 compaiono "copie de' quadri […] fatte dalli fratelli Guardi", anche se non considerati di alto valore. Probabilmente il Guardi venne impiegato maggiormente per decori di stanze private, e di cappelle. Degli anni giovanili rimangono opere in un paio di chiese della bergamasca.
Successivamente il pittore lavorò per Johann Matthias von der Schulenburg, ma anche di questo periodo non rimane molto del suo lavoro, tanto che non venne mai sufficientemente remunerato. 

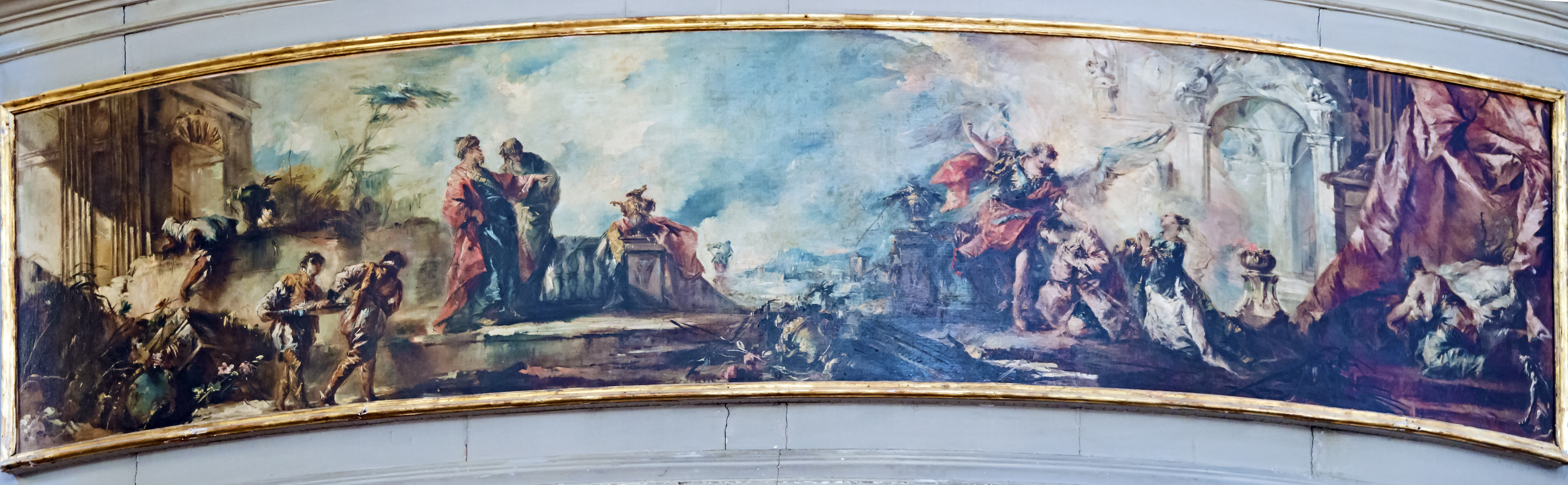
Antonio Guardi, Il matrimonio di Tobia, Venezia, Chiesa dell'Angelo Raffaele

il primo lavoro che gli viene completamente attribuito è la pala d'altare della famiglia Marcolla nella chiesa di Santa Maria Assunta di Vigo di Ton raffigurante la Madonna con Bambino e i Santi Nicola da Bari, Rocco, Carlo Borromeo e Antonio abate.

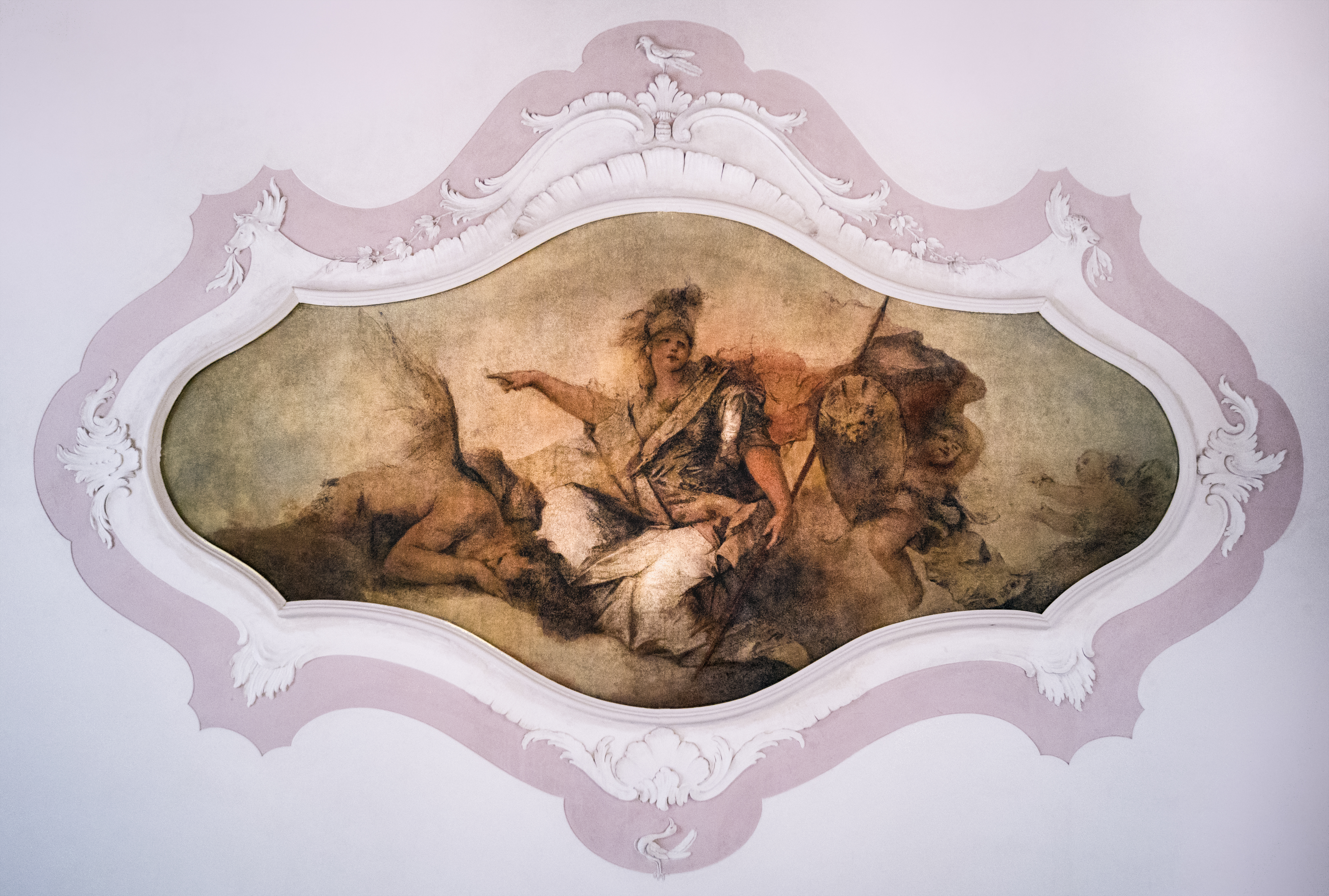
Minerva, Venezia, Ca' Rezzonico

Dal 1741 al 1743 gli vennero commissionati piccoli quadri detti le turcherie.
Gran parte delle sue opere sono frutto della collaborazione con i suoi fratelli, per cui è difficile attribuire quale parte derivi dal suo talento. 

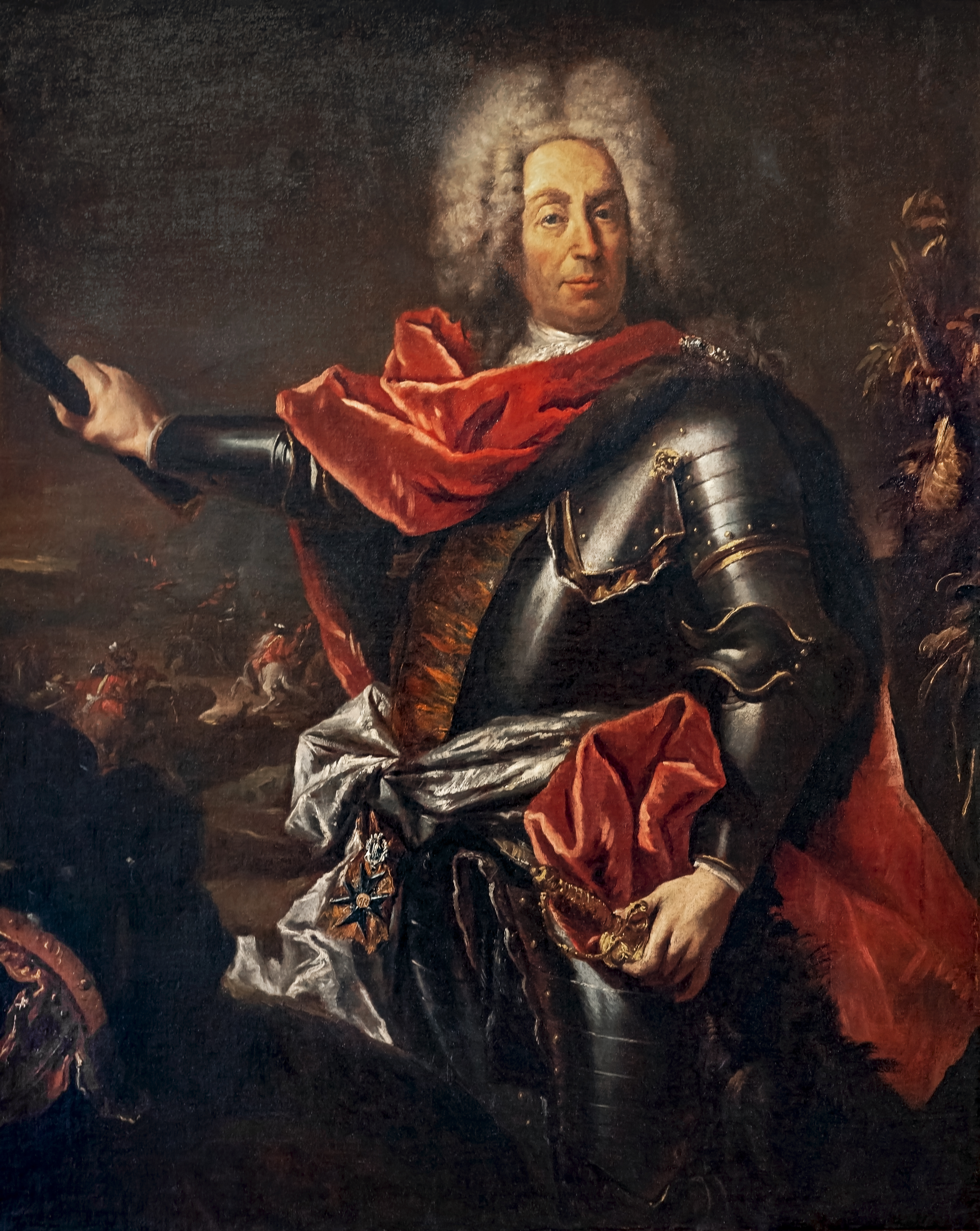
Ritratto di Johann Matthias von der Schulenburg, Venezia, Ca' Rezzonico

Alla morte del Schulenburg tornò in contatto con la famiglia Giovanelli tramite Francesco Savorgnan marito di una nipote, a loro si deve l'incarico per la realizzazione della pala nella chiesa di Sant'Antonio Abate a Belvedere dedicata alla Madonna del Rosario con i santi Domenico, Giovanni Nepomuceno, Antonio Abate, Sebastiano e Marco, ora conservata nel palazzo Attems-Petzenstein a Gorizia. 
Dal 1749 al 1750 realizzò il ciclo delle storie di Tobia sul parapetto dell'organo per la chiesa dell'Angelo Raffaele a Venezia, e qui visibile la sua tecnica di grandi pennellate che smangia i contorni delle figure con forti variazione di colore, e qui la tecnica di smaterializzazione del disegno e la riduzione compendiaria nella resa delle superfici. Si susseguirono diverse commissioni per altre chiese del Veneto.
Si deve forse al cognato Giambattista Tiepolo, che ne aveva infatti sposato la sorella Cecilia, la commissione del 1754 per la Pala Ferri nella chiesa di San Vincenzo Martire a Cerete Basso, grazie alla sua presenza nella bergamasca, esattamente per la realizzazione della pala del Paradiso in Rovetta grazie ai quali è annoverato tra i pittori più importanti del rococò veneziano. 
Degna di nota anche la pala d'altare della Chiesa di San Martino a Pinzano al Tagliamento.
Il pittore visse sempre una situazione economica precaria, tanto che il Casanova che fu suo allievo, ricordava quegli anni come di un periodo molto duro e difficile. Risulta che ancora nel 1753 dovette vendere la tomba di famiglia nella chiesa di Santa Agata in Commezzadura.
Nel 1756 fu uno dei membri fondatori dell'Accademia veneziana, forse sempre grazie all'intervento dell'influente cognato Giambattista Tiepolo.

## Opere (parziale)
| Immagine | Titolo                                                                                           | Data          | Tecnica      | Dimensioni | Localizzazione                                                                                   |
| -------- | ------------------------------------------------------------------------------------------------ | ------------- | ------------ | ---------- | ------------------------------------------------------------------------------------------------ |
|          | Madonna con Bambino e i Santi Nicola da Bari, Rocco, Carlo Borromeo e Antonio abate              | 1745-1750 ca. | olio su tela | 160×100 cm | Vigo di Ton, chiesa di Santa Maria Assunta                                                       |
|          | Madonna del Rosario con i Santi Domenico, Giovanni Nepomuceno, Antonio Abate, Sebastiano e Marco | 1746 ca.      | olio su tela | 234×154 cm | Gorizia, Palazzo Attems Petzenstein (proveniente dalla chiesa di Sant'Antonio Abate di Aquileia) |
|          | Gloria di Sant'Antonio                                                                           | 1747-48 ca.   | olio su tela |            | Pinzano al Tagliamento, chiesa di San Martino                                                    |
|          | Madonna con Bambino e i Santi Silvestro, Antonio Abate e Caterina d'Alessandria                  | 1754          | olio su tela |            | Cerete Basso, chiesa di San Vincenzo Martire                                                     |